# Кислороден концентратор
Кислороден концентратор e устройство, което концентрира кислорода от подаване на газ.
Повече от век след откриването на кислорода, през 1885-та година д-р Джордж Холцапъл е първият в света, който използва този газ за третиране на пневмония. По-късно кислородната терапия се разпространява широко в здравните заведения през 30-те и 40-те години на XX век. През следващите две десетилетия започва използването на кислородни бутилки по домовете на хората от пациенти. Предшественикът на съвременния кислороден концентратор от 70-те години на миналия век е бил с размерите на телевизионна конзола. Цената на ползването на подобна система е варирала между 300 и 600 долара на месец. Бурното развитие на тази технология се осъществува през 80-те и 90-те години. Кислородните концентратори стават значително по-ефективни и със съществено по-малки размери.